# Jewgeni Wladimirowitsch Chwostow
Jewgeni Wladimirowitsch Chwostow (russisch Евгений Владимирович Хвостов; * 28. Mai 1981 in Surgut, Russische SFSR) ist ein ehemaliger russischer Eishockeyspieler und Nachwuchstrainer beim HK Jugra Chanty-Mansijsk.

## Karriere
Jewgeni Chwostow begann seine Karriere als Eishockeyspieler beim HK Rubin Tjumen, für dessen Profimannschaft er von 1999 bis 2001 in der Wysschaja Liga, der zweiten russischen Spielklasse, aktiv war. Anschließend spielte der Verteidiger fünf Jahre lang für dessen Ligarivalen Dinamo-Energija Jekaterinburg, wobei er die Saison 2005/06 bei Sputnik Nischni Tagil beendete. Anschließend kehrte er nach Jekaterinburg zurück, spielte jedoch in den folgenden beiden Jahren für Awtomobilist Jekaterinburg.
Im Sommer 2008 unterschrieb Chwostow beim HK Jugra Chanty-Mansijsk aus der Wysschaja Liga, mit dem er in den folgenden beiden Jahren jeweils Zweitligameister wurde und 2010 zudem in die Kontinentale Hockey-Liga aufstieg. In der Spielzeit 2014/2016 wurde er zum Zweitligaverein Rubin Tjumen ausgeliehen. Im Juli 2016 beendete er seine Profikarriere, blieb dem Club in Chanty-Mansijsk allerdings als Trainer der Nachwuchsmannschaft Mamonty Jugry, die in der MHL spielt, erhalten.

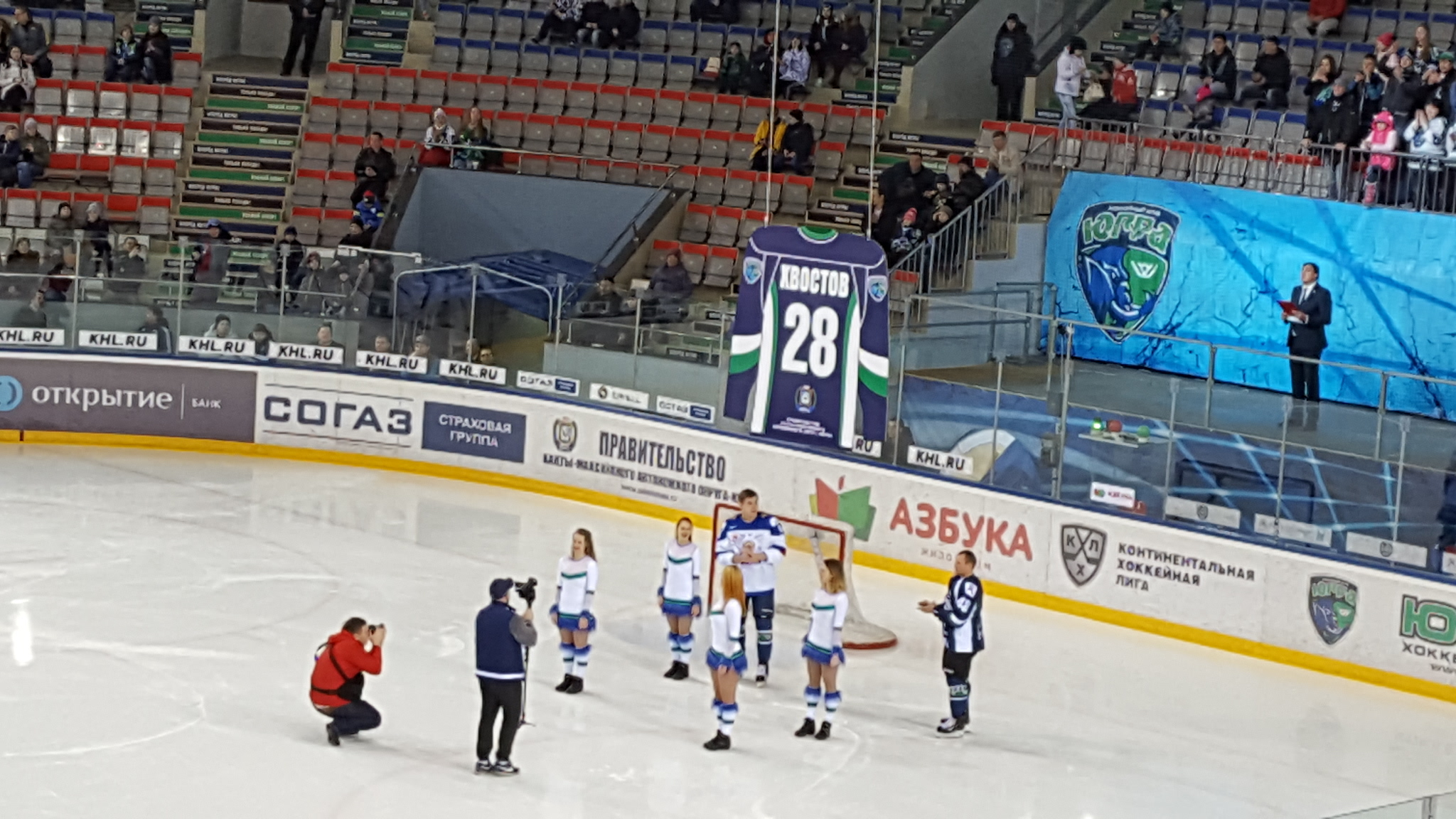
Chwostows Trikot wird unter das Hallendach gezogen

Im Rahmen der Feierlichkeiten zum zehnjährigen Jubiläum des HK Jugra Chanty-Mansijsk wurde sein Trikot mit der Nummer 28 am 25. März 2017 unter das Hallendach der Arena Jugra gezogen. Er ist der erste Spieler des Vereins, dem diese Ehre zuteilwird.

## Erfolge und Auszeichnungen
- 2009 Wysschaja-Liga-Meister mit dem HK Jugra Chanty-Mansijsk
- 2010 Wysschaja Liga-Meister und Aufstieg in die KHL mit dem HK Jugra Chanty-Mansijsk

## Statistik
(Stand: Ende der Saison 2015/16)